# ربداء رشيقة
الربداء الرشيقة  (بالإنجليزية: Caenorhabditis elegans)‏ هي أحد أنواع الديدان الأسطوانية الشفافة يبلغ طولها حوالي 1 مم وتعيش في بيئة التربة الرطبة. تعيش معيشة حُرة أي انها لا تتطفل على الكائنات الحية. فترة معيشتها تبلغ من ثلاث إلى اربع اسابيع تقريباً. عدد جيناتها ايضاً حوالي 19000 جين تقريباً.
بدأ البحث في علم الأحياء الجزيئي وعلم الأحياء التنموي اعتمادا على هذه الدودة عام 1974 على يد سيدني برانر ومنذ ذلك الوقت فهي تستخدم بكثرة على اعتبارها متعضية نموذجية.

## التشريح

حركة نوع بري من الربداء الرشيقة

هي متعضية بدون عقلات ذات شكل دودي أسطواني، متناظرة ثنائيا، ذات جهاز لحافي متصلب، وأربع أوتار تحت الجلد، وتحويف جسدي ممتلئ بسائل. تتغذى على البكتيريا التي تنمو على الخضار المتحللة. لها جنسين (خنثى)، وذكر، في حين تكون معظمها خنثى فإن نسبة الذكور لا تتعدى 0.05%.